# Epitaph (Front Line Assembly)
Epitaph è un album in studio del gruppo musicale canadese Front Line Assembly, pubblicato nel 2001.

## Tracce
1. Haloed – 4:45
2. Dead Planet – 5:20
3. Backlash – 5:37
4. Epitaph – 4:19
5. Everything Must Perish – 6:19
6. Conscience – 5:12
7. Decoy – 6:17
8. Insolence – 5:46
9. Krank It Up – 5:43
10. Existance (Contiene la traccia nascosta Submerged) – 18:20